# Milagrosa
Milagrosa est une localité de Sao Tomé-et-Principe située au nord-est de l'île de São Tomé, dans le district de Mé-Zóchi. C'est une ancienne roça.

## Climat
Milagrosa est dotée d'un climat tropical de type As selon la classification de Köppen, avec des précipitations plus importantes en hiver qu'en été. La moyenne annuelle de température est de 21,6 °C et celle des précipitations de 2 084 mm.

## Population
Lors du recensement de 2012, 463 habitants y ont été dénombrés.

## Roça
C'est une roça-siège de taille moyenne. Très délabrée, la casa principal (maison de maître) aux couleurs vives a été reconstruite en béton armé.